# Adaklu (Berg)
Der Berg Adaklu (englisch: Mount Adaklu oder auch: Adakluto) liegt im gleichnamigen Distrikt der Volta Region im Südosten von Ghana, zwölf Kilometer südlich der Stadt Ho.
Mit etwa 580 m über dem Meeresspiegel zählt er zu den höchsten Bergen Ghanas und wird von den Bewohnern der umliegenden Dörfer der Ewe-Ethnie als heiliges Ort ihrer Abstammung verehrt. Der Berg ist von zahlreichen Siedlungen umgeben, darunter Helekpe, Avanyaviwofe, Goefe, Sikama, Abuadi und Kordiabe. Kordiabe liegt etwa auf halber Höhe des Berges und ist ein idealer Rastplatz für den Aufstieg vom Helekpe-Pfad aus. Der Ausgangspunkt des Pfades ist das Dorf Helekpe, wo ein Gästehaus existiert und von wo aus Touren zum Gipfel angeboten werden.
Adaklu ist bekannt für seine Wildbienen, seinen Palmwein und eine lokale alkoholhaltige Spezialität, Akpeteshie genannt.
Drei Kilometer vom Fuße des Berges entfernt liegt das Kalakpa-Wildtierreservat. Zur einheimischen Fauna gehören Kobs, Kaffernbüffel, Anubispaviane, Kappengeier, Schildraben, Siedleragamen und viele weitere Arten.